# Daimler-Benz DB 603
Le Daimler-Benz DB 603 était un moteur d'avion allemand utilisé durant la Seconde Guerre mondiale. C'était un moteur à explosion de 12 cylindres en V inversé à refroidissement liquide, amélioration du DB 601 (en), lui-même dérivé du DB 600. La production du 603 DB a débuté en mai 1942.
Le DB 603 a propulsé plusieurs modèles d'avions dont le Do 217 N&M, le Do 335, le He 219, le Me 410 et le Ta 152C.

## Conception et développement
La Mercedes-Benz T80, dessinée par l'ingénieur aéronautique Josef Mickl (de) assisté de Ferdinand Porsche et du grand pilote de compétition automobile allemand Hans Stuck, embarquait le troisième prototype du DB 603. Il fonctionnait à l'alcool pur avec injection d'eau, et développait 3 000 hp (2 200 kW) pour une cylindrée de 44,52 litres - assez, pensait-on pour propulser la structure aérodynamique de la T80 à 750 km/h sur l'autoroute de Dessau en janvier 1940 durant la Rekord Woche (semaine des records de vitesse). À cause de l'éclatement de la guerre en septembre 1939, la T80 (surnommée Schwarz Vogel, "Oiseau Noir") n'a jamais couru. Son moteur DB 603 lui a été retiré pour servir dans les avions de chasse.

## Variantes

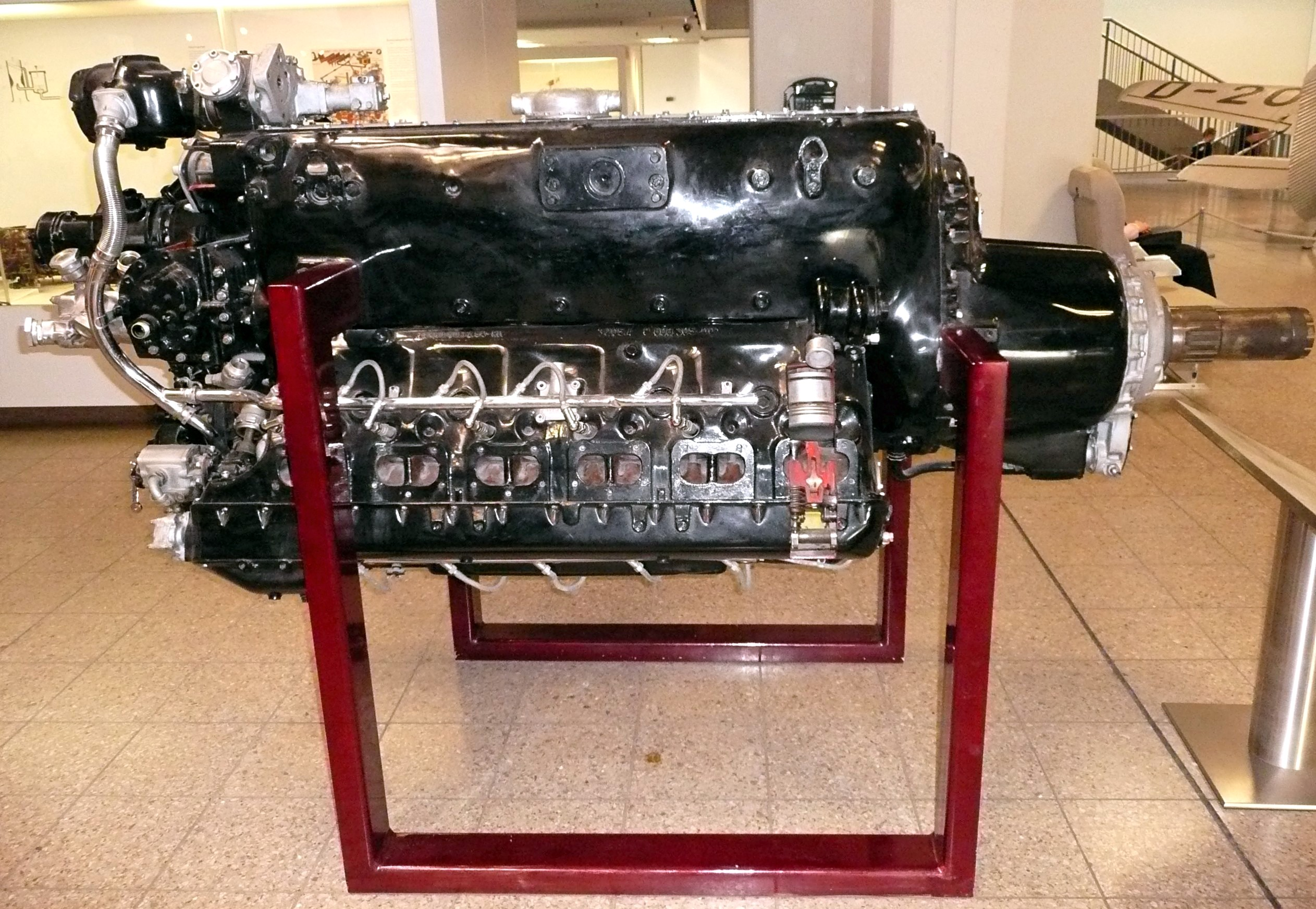
Un DB 603E construit en 1944

### versions de production
- DB 603A, l'altitude nominale de 5,7 km, carburant B4

Puissance (maxi) : 1 287 kW (1 750 ch) à 2 700 tr/min au niveau de la mer
Puissance au combat : 1 162 kW (1 580 ch) à 2 500 tr/min au niveau de la mer
- DB 603AA DB 603A avec l'altitude nominale de 7,3 km, carburant B4

Puissance (maxi) : 1 228 kW (1 670 ch) à 2 700 tr/min au niveau de la mer
Puissance au combat : 1 162 kW (1 580 ch) à 2 500 tr/min au niveau de la mer
- DB 603E d'altitude nominale de 7,0 km, carburant B4

Puissance (maxi) : 1 324 kW (1 800 ch) à 2 700 tr/min au niveau de la mer
Puissance au combat : 1 158 kW (1 575 ch) à 2 500 tr/min au niveau de la mer

## Prototypes et autres versions
- DB 603D, DB 603A tournant dans le sens antihoraire, production inconnue
- DB 603F, DB 603E tournant dans le sens antihoraire, production inconnue
- DB 603G (production annulée)

Puissance (maxi): 1 397 kW (1 900 ch) à 2 700 tr/min au niveau de la mer
Puissance de combat : 1 147 kW (1 560 ch) à 2 700 tr/min au niveau de la mer
- DB 603L/LA (prototype avec suralimentation à deux étages, carburant B4)

Puissance (max): 1 471 kW (2 000 ch)
- DB 603N (prototype avec suralimentation à deux étages, carburant C3)

Puissance (max): 2 059 kW (2 800 ch) à 3 000 tr/min au niveau de la mer.
Puissance continue: 1 420 kW (1 930 ch) à 2 700 tr/min au niveau de la mer
- DB 603S (DB 603A avec turbo-compresseur de suralimentationTK-11 expérimental)

Puissance (max): Non connue.
- DB 613 Série de "systèmes de propulsion" expérimentaux composé de DB 603S jumelés couplés côte à côte, disposés comme le DB 606 et DB 610 l'avaient été auparavant, et destinés à remplacer les 606 et 610, sous forme de prototype de mars 1940 jusqu'à 1943.

Puissance (max): Non connue.
- DB 614 développant 2 000 hp.
- DB 615 moteurs DB 614 couplés
- DB 617 Un dérivé à longue distance du DB603
- DB 618 moteurs DB 617 couplés
- DB 622 DB 603 avec un compresseur à deux étages et turbocompresseur à un seul étage
- DB 623 DB 603 avec deux turbocompresseurs
- DB 624 DB 603 avec un compresseur à deux étages et turbocompresseur à un seul étage
- DB 626 DB 603 avec deux turbocompresseurs et refroidisseur intermédiaire
- DB 627 DB 603 équipé d'un compresseur de suralimentation à deux étages et refroidisseur intermédiaire.
- DB 631 abandonné suralimentation par compresseur à trois étapes du DB 603G.
- DB 632 Un développement projeté du DB603 N avec hélices contre-rotatives.

Toutes les données de puissance sont données en cheval-vapeur métrique comme indiqué par le fabricant. La Puissance (maxi) correspond à la puissance de décollage et d'urgence (5-min), la puissance de combat (30-min), puissance continue : sans limite de durée.

## Applications
- Mercedes-Benz T80 (voiture prototype)
- Blohm & Voss BV 155
- Blohm & Voss BV 238
- Dornier Do 217
- Dornier Do 335
- Fiat G.56 - deux prototypes ont volé
- Focke-Wulf Ta 152
- Heinkel He 177B - prototypes
- Heinkel He 219
- Heinkel He 274
- Macchi MC.207 - installation expérimentale n'a pas volé
- Messerschmitt Me 410
- Reggiane Re.2006 - installation expérimentale n'a pas volé
- Panzerkampfwagen VIII Maus - installation sur la première version produite en 1944.

## Caractéristiques (DB 603A)

### Caractéristiques générales
- Type: 12 cylindres suralimenté à refroidissement liquide inversé Vee avions à moteur à piston
- Alésage: 162 mm (6,38 in)
- Course: 180 mm (7,09 in)
- Cylindrée: 44,52 l (2 716,9 in3)
- Longueur: 2 610,5 mm (102,8 in)
- Diamètre: 830 mm (32,7 in)
- Poids sec: 920 kg (2,030 lb)

### Composants
- Compresseur : engrenages axée suralimentation de type centrifuge
- Alimentation: injection directe
- Système de refroidissement: refroidissement à eau pressurisée

### Performance
- Puissance de sortie:
  - 1 287 kW (1750 ch) pour le décollage
  - 1 111 kW (1510 ch) maximum en continu

- Puissance spécifique : 26,7 kW/L (0,59 ch/in3)
- Taux de compression : 7,5:1 rive gauche cylindre, 7.3:1 rive droite cylindres
- Consommation spécifique de carburant : 0,288 kg/(kW h) (0,474 lb/(ch h))
- Puissance massique : 1,29 kW/kg (0,79 ch/kg)

### Développement semblables
- Daimler-Benz DB 600
- Daimler-Benz DB 601 (en)
- Daimler-Benz DB 605

### Moteurs comparables
- Allison V-1710
- Hispano-Suiza 12Y
- Junkers Jumo 213
- Klimov VK-107 (en)
- Mikulin AM-38 (en)
- Rolls-Royce Griffon

### Listes
- Liste des moteurs d'avions
- Liste des moteurs d'avion allemands durant la Seconde Guerre mondiale (en)